# Межгорье (Закарпатская область)
Межго́рье (укр. Міжгір'я) — посёлок, административный центр Межгорской поселковой общины Хустского района Закарпатской области Украины.
Находится в Украинских Карпатах, в узкой долине реки Рики, которую окружают полонины Боржава и Красная.

## Население
В январе 1989 года численность населения составляла 10 105 человек.
По состоянию на 1 января 2013 года численность населения составляла 9616 человек.

### Языковой состав
Родной язык населения по данным переписи 2001 года:
| Язык       | Численность, чел. | Доля     |
| ---------- | ----------------- | -------- |
| Украинский | 9 194             | 97,59 %  |
| Цыганский  | 117               | 1,24 %   |
| Русский    | 98                | 1,04 %   |
| Другое     | 12                | 0,13 %   |
| Итого      | 9 421             | 100,00 % |

В настоящее время украинский язык является официальным и основным языком посёлка.

## История
В ходе первой мировой войны с осени 1914 года до весны 1915 года селение находилось в зоне боевых действий.
После распада Австро-Венгрии в конце 1918 года селение осталось на территории Венгрии, здесь была провозглашена власть Венгерской Советской Республики, но в конце апреля 1919 года селение было оккупировано румынскими войсками, летом 1920 года их сменили чехословацкие войска и селение было включено в состав Чехословакии.
В 1931—1935 годах Воловое много раз посещал известный чешский писатель Иван Ольбрахт. В своих произведениях он правдиво описал тяжёлую жизнь верховинцев.
После Мюнхенского соглашения 1938 года обстановка в Чехословакии осложнилась, 14 марта 1939 года была провозглашена независимость Словакии, и в этот же день венгерские войска перешли в наступление в Закарпатье. 17 марта 1939 года венгерские войска заняли селение и оно оказалось в составе Венгрии. В период венгерской оккупации многие жители села нелегально эмигрировали в СССР.
В 1940-вые годы через гору Кичера, проходил оборонительный рубеж Линия Арпада
Было взведено оборонительную линию в которую входили доты, дзоты.
В конце мая 1944 г. в окрестностях Волового (Межгорье) действовал про-советский партизанский отряд имени Суворова, которые передавали важные разведданные о перемещении венгерских солдат на линии Арпада наступающим советским войскам.
25 Октября 1949 года все тела были захоронены в центре поселка
24 октября 1944 г. село было освобождено войсками 4-го Украинского фронта и в 1945 году в составе Закарпатья вошло в состав СССР.
18 сентября 1946 года здесь началось издание районной газеты.
В 1947 году селение получило статус посёлка городского типа. В 1951 году посёлок являлся центром лесного и животноводческого района, здесь действовали лесозавод, деревообрабатывающий комбинат (изготавливавший мебель) и несколько других предприятий, а также средняя школа, Дом культуры и кинотеатр.
До 1953 года посёлок носил название Волово.
В 1974 году здесь действовали лесокомбинат, соко-винный завод, несколько других предприятий, а также медицинское училище и несколько туристических баз.
В мае 1995 года Кабинет министров Украины утвердил решение о приватизации находившихся здесь АТП-12138 и завода «Селена», в июле 1995 года было утверждено решение о приватизации ремонтно-транспортного предприятия.

## Современное состояние
В Межгорье расположен деревообрабатывающий комбинат. Славится Межгорье минеральными источниками.

## Транспорт
Находится в 40 км от ближайшей железнодорожной станции Воловец на линии Стрый — Батево Львовской железной дороги.
Недалеко от посёлка проходит шоссе Ужгород — Долина.

## СМИ[13]

### Радиостанции
- 104,1 МГц — Закарпаття FM

## Галерея

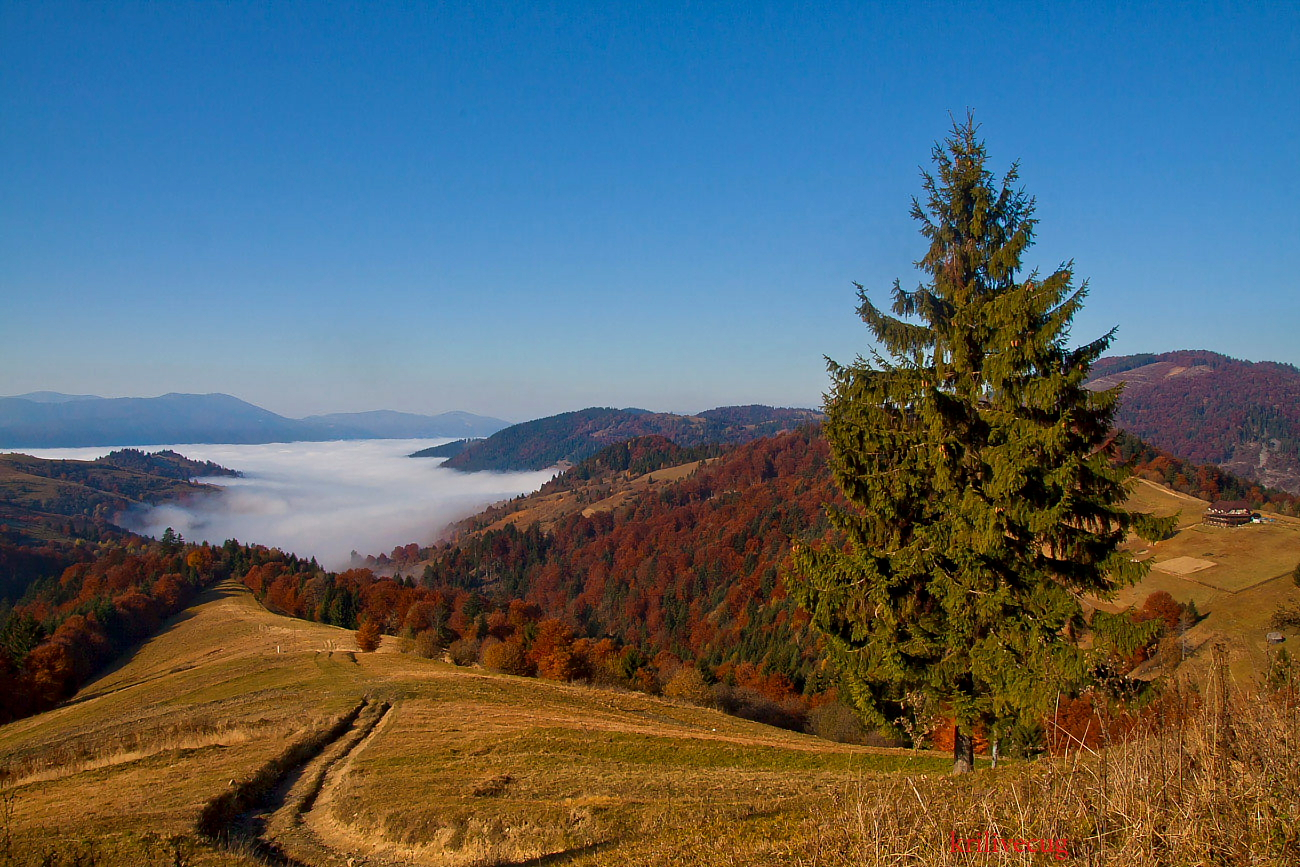
Межгорье
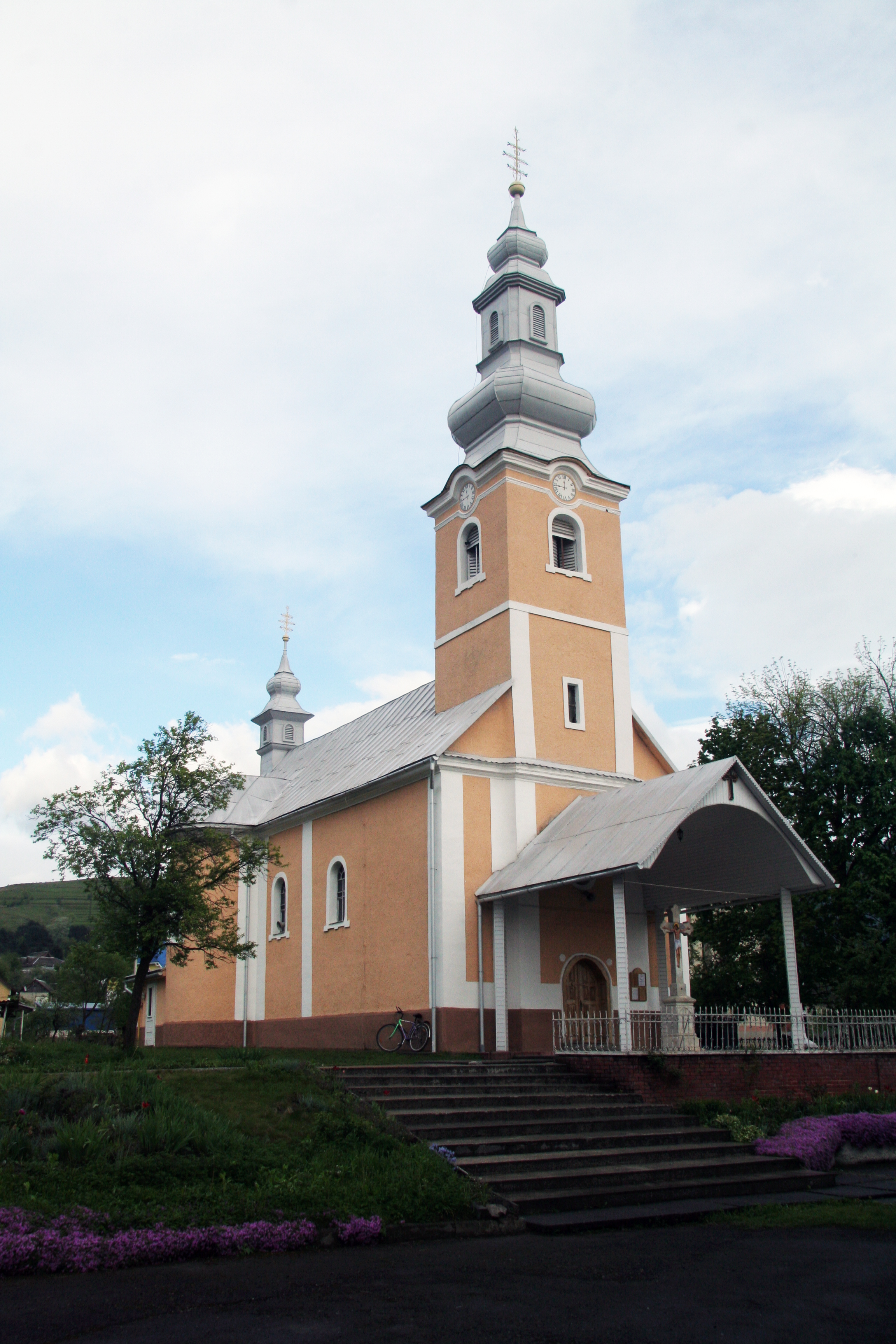
Михайловская церковь
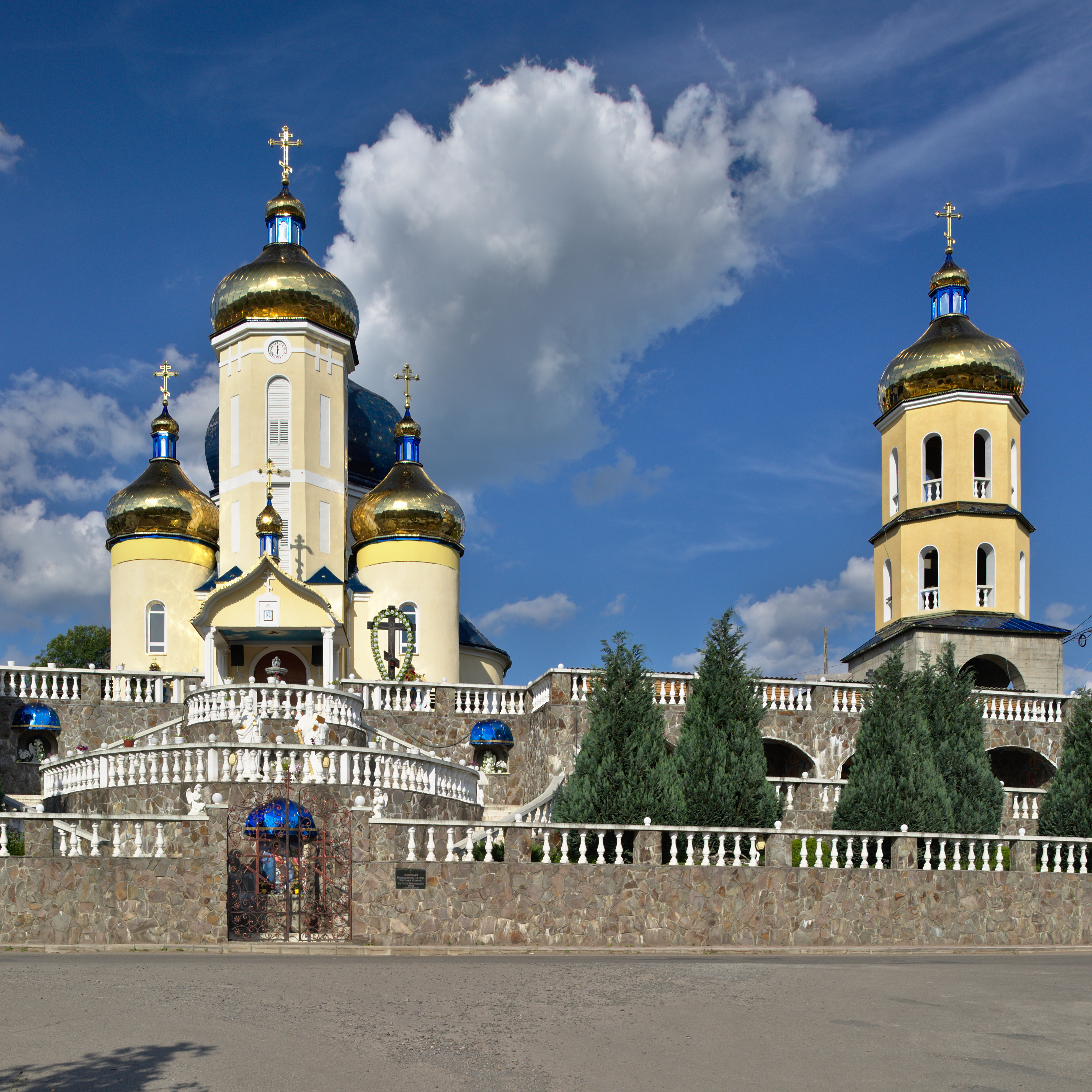
Церковь Петра и Павла
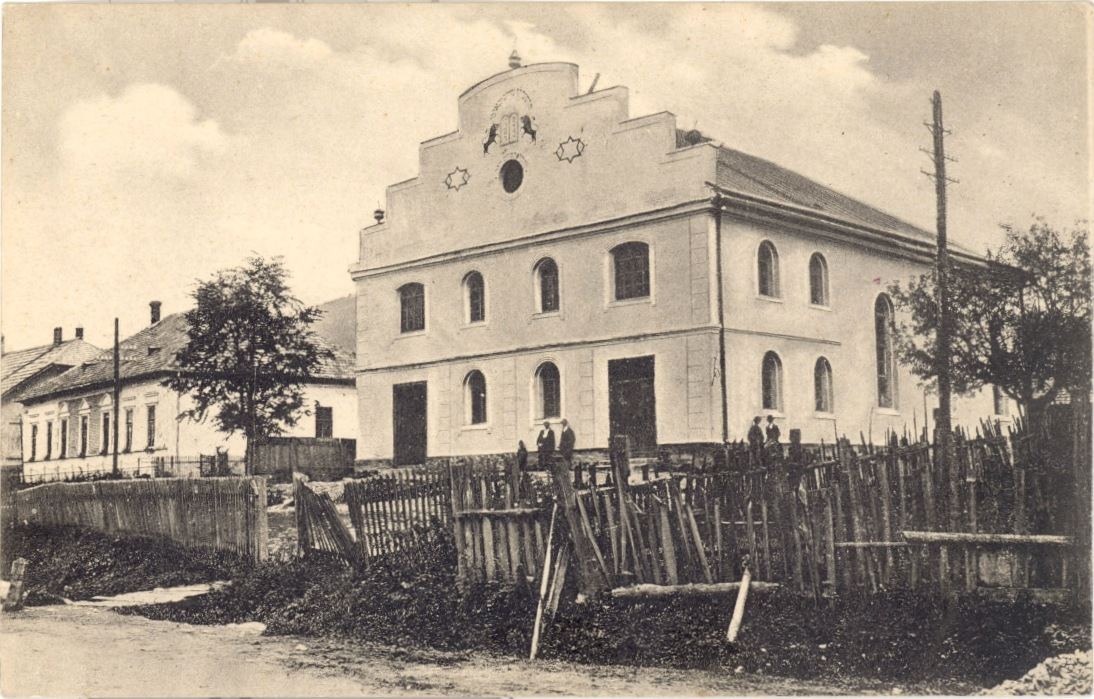
Синагога, 1920 год